# Kanton Besançon-Nord-Est
Kanton Besançon-Nord-Est (francouzsky Canton de Besançon-Nord-Est) je francouzský kanton v departementu Doubs v regionu Franche-Comté. Tvoří ho pouze severovýchodní část města Besançon.